# Вилькен, Эдм
Эдм Вильке́н (фр. Edme Villequin), театральный псевдоним Дебри́ (фр. De Brie) (октябрь 1607, Феррьер-ан-Бри — 9 марта 1676, Париж) — французский актер, входивший в труппу Мольера. Вступил в труппу около 1650 года и оставался в ней до смерти в 1676 году.

## Биография
Эдм Вилькен родился в октябре 1607 года в семье Жана Вилькена, живописца при королевском дворе. Его родина, Феррьер-ан-Бри объясняет выбор театрального псевдонима. Дебри также был братом Этьена Вилькена художника, который был принят в Королевскую академию живописи и скульптуры 7 апреля 1663 года.
Точная дата его вступления в труппу Мольера неизвестна, но это может оцениваться в  около 1650 года по двум причинам:
- Он женился в 1650 году на Кэтрин Леклерк (ок. 1630 - январь 1706), которая уже находилась в труппе Мольера с января 1650 года;

- Дебри участвовал в создании фарса "Ревность Барбулье" датированная 1650, потому что в этом фарсе присутствует персонаж с именем Вильбрекен, вполне возможно, что Мольер изменил его фамилию, и получилось сценическое имя.

Как было сказано выше, он женился на Кэтрин Леклерк, которая затем приняла в качестве сценического имени псевдоним мужа перед "мисс". После вступления в брак, она молодая и красивая актриса около 20 лет и талантливый, сорокатрехлетний актер были хорошей парой, в 1652 у них родился сын Жан. Но, однако, позже выяснилось, что Эдм -  очень плохой актер.
Мольер часто давал ему роли сорвиголовы или мастера оружия("Проделки Скапена", "Мещанин во дворянстве"), комиссара ("Школа мужей"), возможно, потому что он ранее был знаком с такими вещами, как военное дело. Портрет, который написал Hillemacher, показывает его с гордым ношением шляпы и усов.
Как актер, он оставался ограничен в значении пьес и словах. Можно отметить, что, например, Вильбрекен в "Ревность Барбулье" является незначительной ролью: он говорит всего несколько реплик.  В "Смешных жеманницах" , он произносит единственную фразу и приносит стулья. В "Сганареле", он появляется только в самой последней сцене, чтобы сделать вывод.
Рядом с его блестящей актрисой женой, он был «мужем королевы», как писал Генри Lyonnet. 
После смерти Мольера он остался в театре Пале-Рояль, где играл до смерти. Он умер 9 марта 1676 года в возрасте 69 лет, и был похоронен на следующий день.

## Творчество
- Вильбрекен, "Ревность Барбулье" Мольера
- Ла Рапьер, "Любовная досада" Мольера
- Альманзор, "Смешные жеманницы" Мольера
- Вильбрекен, "Сганарель" Мольера
- Комиссар, "Школа мужей" Мольера
- Господин Лояль, "Тартюф" Мольера
- Пьеро, "Дон Жуан" Мольера
- Учитель фехтования, "Мещанин во дворянстве" Мольера
- Бог реки, "Психея" Мольера
- Сильвестр, "Проделки Скапена" Мольера
- Доктор Диафуарус, "Мниный больной" Мольера